# Vilhelm 4. af Hessen-Kassel
Vilhelm 4. (tysk: Wilhelm IV) (24. juni 1532 – 25. august 1592), også kaldet Vilhelm den Vise (tysk: Wilhelm der Weise) var den første landgreve af Hessen-Kassel fra 1567 til sin død i 1592. 
Han var søn af Landgreve Philip den Ædelmodige af Hessen og Christine af Sachsen og grundlagde linjen Hessen-Kassel af Huset Hessen, der stadig eksisterer i dag.